# کارلو مارکیونی
 کارلو مارکیونی (انگلیسی: Carlo Marchionni؛ ۱۰ فوریهٔ ۱۷۰۲ – ۲۸ ژوئیهٔ ۱۷۸۶) یک معمار، و مجسمه‌ساز اهل ایتالیا بود.